# Microhedyle glandulifera
Microhedyle glandulifera är en snäckart som först beskrevs av Alexander Onufrievitch Kowalevsky 1901.  Microhedyle glandulifera ingår i släktet Microhedyle och familjen Microhedylidae. Arten är reproducerande i Sverige. Inga underarter finns listade i Catalogue of Life.